# Macrocera inversa
Macrocera inversa is een muggensoort uit de familie van de Keroplatidae. De wetenschappelijke naam van de soort is voor het eerst geldig gepubliceerd in 1869 door Loew.